# Ilha Giannutri
Giannutri é uma pequena ilha do mar Mediterrâneo, na costa da Toscânia, Itália. Faz parte do arquipélago Toscano, e uma parte da comuna da Isola del Giglio.

## Galeria

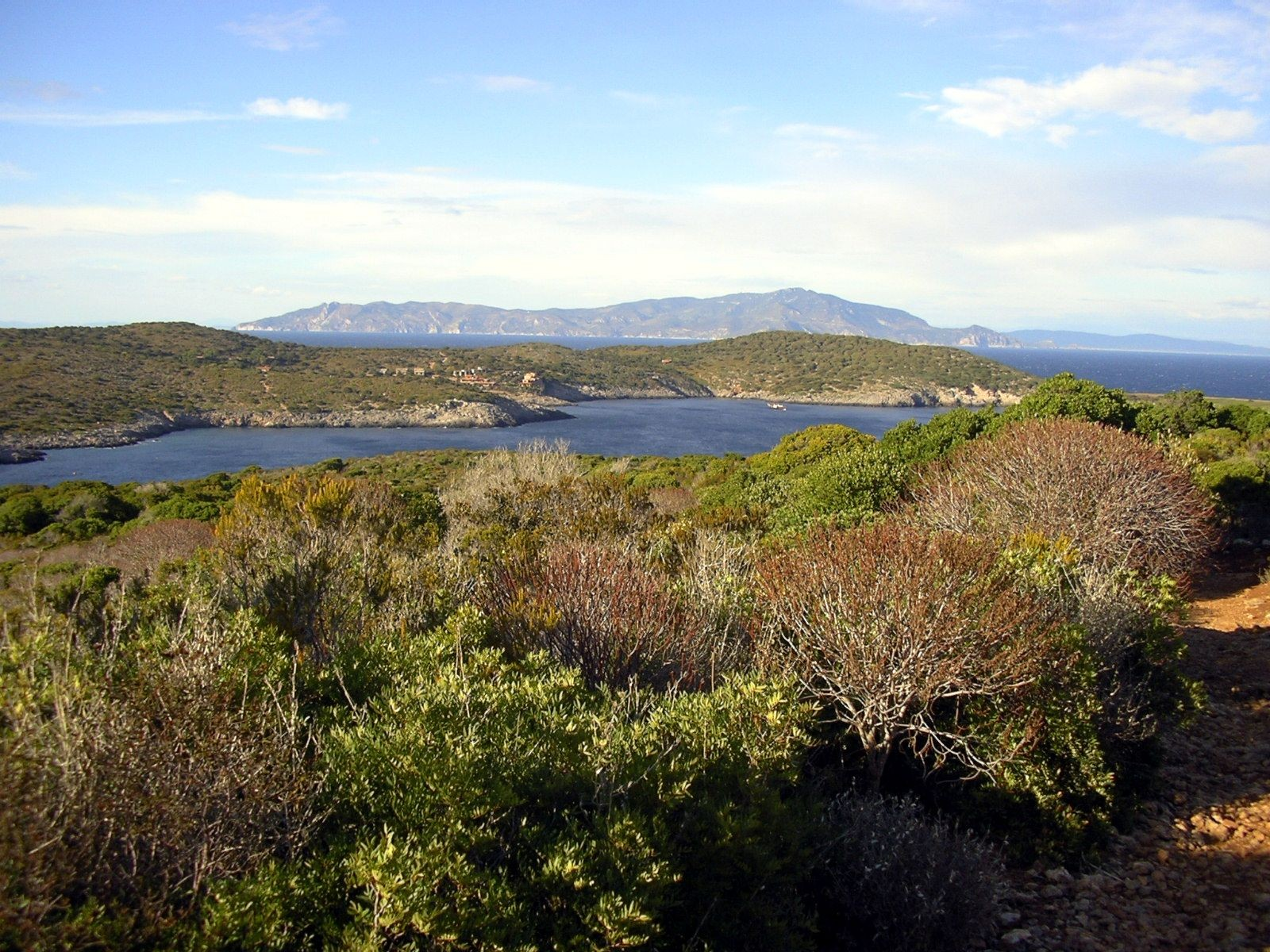
Golfo de Spalmatoio
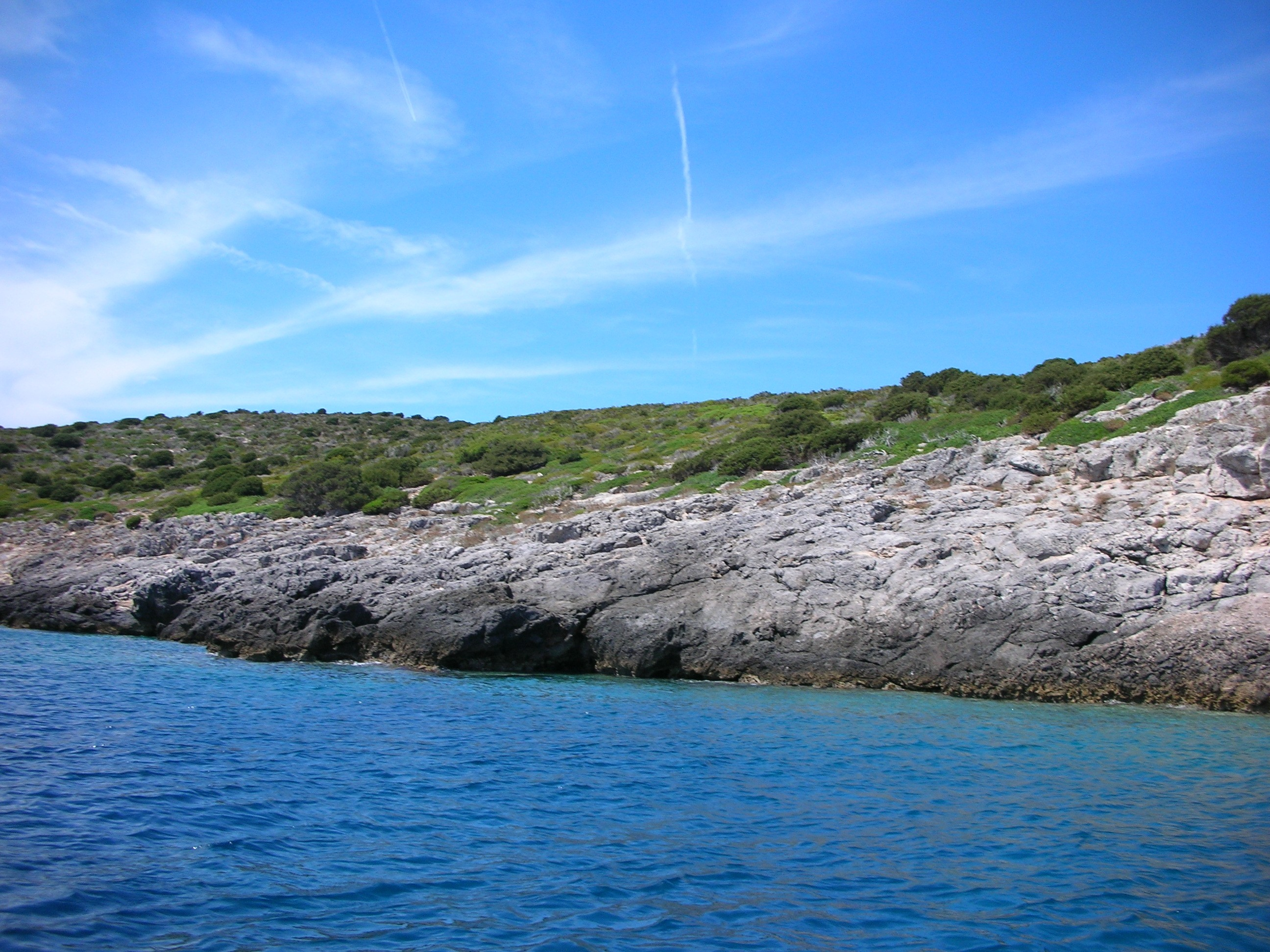
Costa de Giannutri
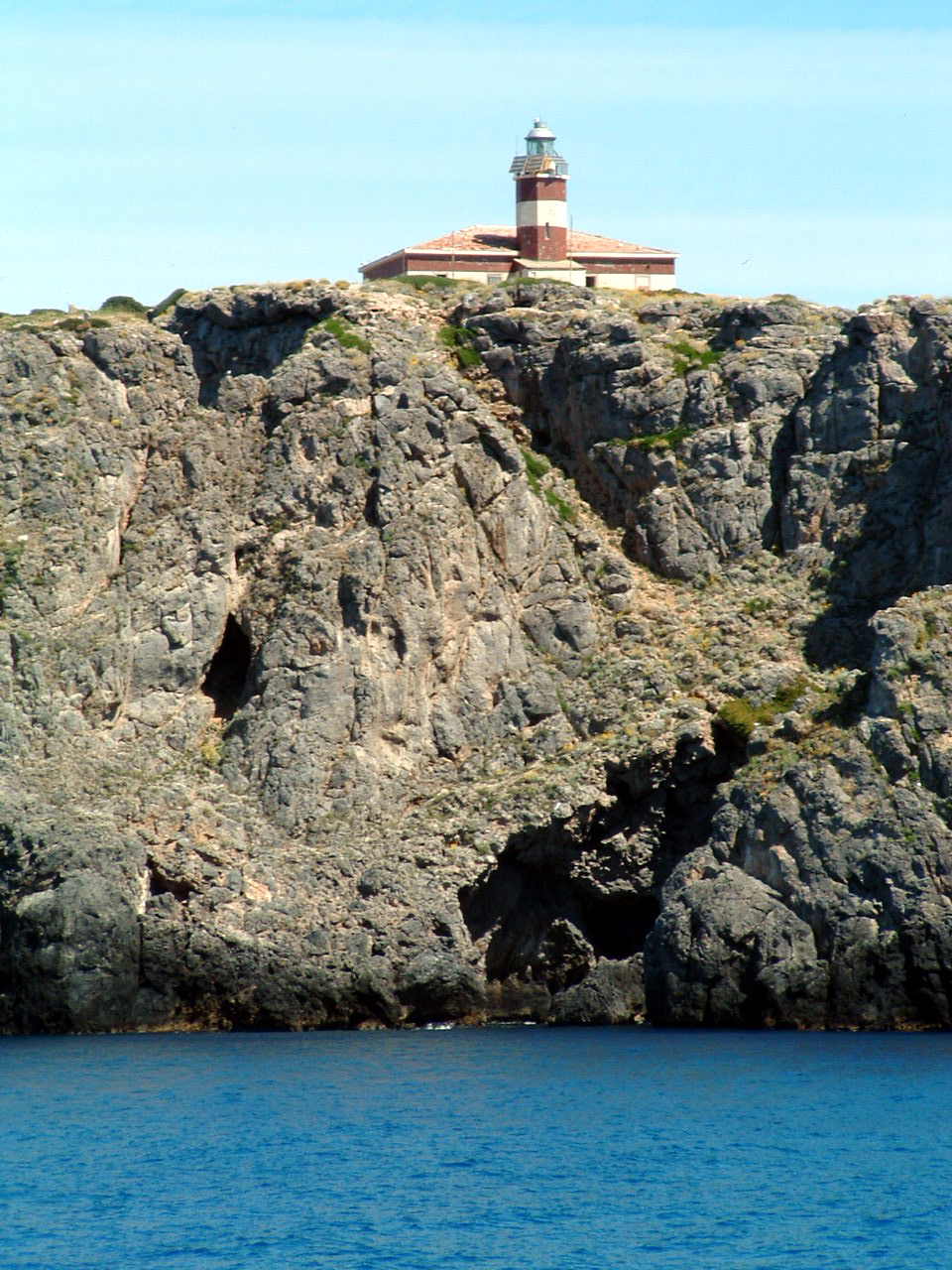
Farol de Giannutri